# 상주시·군위군·의성군·청송군
상주시·군위군·의성군·청송군은 대한민국의 옛 국회의원 선거구이다. 당시 경상북도 상주시, 군위군, 의성군, 청송군 전역을 관할했다. 

## 역사
대한민국 제20대 국회의원 선거를 앞두고 상주시 선거구와 군위군·의성군·청송군 선거구가 통합되면서 신설되었다.
대한민국 제21대 국회의원 선거를 앞두고 일어난 선거구 개편으로 인해 상주시는 문경시와 함께 상주시·문경시 선거구를 이루고 군위군, 의성군, 청송군은 영덕군과 함께 군위군·의성군·청송군·영덕군 선거구를 이루게 됨에 따라 폐지되었다.

## 역대 국회의원
| 선거   | 정당 | 정당       | 의원   |
| ------ | ---- | ---------- | ------ |
| 2016년 |      | 새누리당   | 김종태 |
| 2017년 |      | 자유한국당 | 김재원 |

## 역대 선거 결과

### 대한민국 제20대 국회의원 선거
|  | 77.65% |

|  | 22.34% |

### 2017년 대한민국 재보궐선거
|  | 47.52% |

|  | 28.72% |

|  | 17.58% |

|  | 5.22% |

|  | 0.48% |

|  | 0.45% |